# Згладжування кривої

Модель SIR показує вплив зменшення рівня зараження на 76%

Згладжування кривої - це стратегія охорони здоров’я для уповільнення поширення вірусу SARS-CoV-2 під час пандемії COVID-19. Крива, що вирівнюється, - це епідемічна крива, візуальне відображення кількості інфікованих, які потребуватимуть медичного обслуговування з часом. Під час епідемії система охорони здоров’я може зазнати колапсу, коли кількість заражених перевищує можливості системи охорони здоров’я піклуватися про них. Згладжування кривої означає уповільнення розповсюдження епідемії, завдяки чому пікова кількість людей, які потребують одночасної допомоги, зменшується, а система охорони здоров’я не перевищує своїх можливостей. Вирівнювання кривої спирається на такі методи пом'якшення, як миття рук, використання масок для обличчя та соціальне дистанціювання.
Додатковим заходом є збільшення спроможності охорони здоров'я, "підняття межі".  Як описано в статті в The Nation, "запобігання перевантаженню системи охорони здоров’я вимагає від суспільства двох речей:"згладити криву", тобто уповільнити рівень зараження, щоб не було занадто багато випадків, які потребують госпіталізації одночасно - і "підняти межу", тобто посилити спроможність лікарняної системи лікувати велику кількість пацієнтів". 

## Передумови
Протягом 2000-х та 2010-х років великі міжнародні організації, включаючи Всесвітню організацію охорони здоров’я (ВООЗ) та Світовий банк, особливо після спалаху ГРВІ у 2002–2004 роках, попереджали про ризик пандемії.  Уряди, у тому числі в США та Франції, як до пандемії свинячого грипу 2009 року, так і протягом десятиліття після пандемії, як зміцнили свої можливості у галузі охорони здоров'я, а потім послабили їх. На момент пандемії COVID-19 системи охорони здоров’я в багатьох країнах функціонували майже до своїх максимальних можливостей.  
У такій ситуації, коли виникає значна нова епідемія, частина заражених та симптоматичних хворих створює збільшення попиту на медичну допомогу, що було передбачено лише статистично.  Якщо попит перевищує лінію потужності кривої зараження за день, то існуючі заклади охорони здоров’я не можуть повноцінно лікувати пацієнтів, що призводить до більш високих показників смертності, ніж у разі підготовки. 

## Вирівнювання кривої

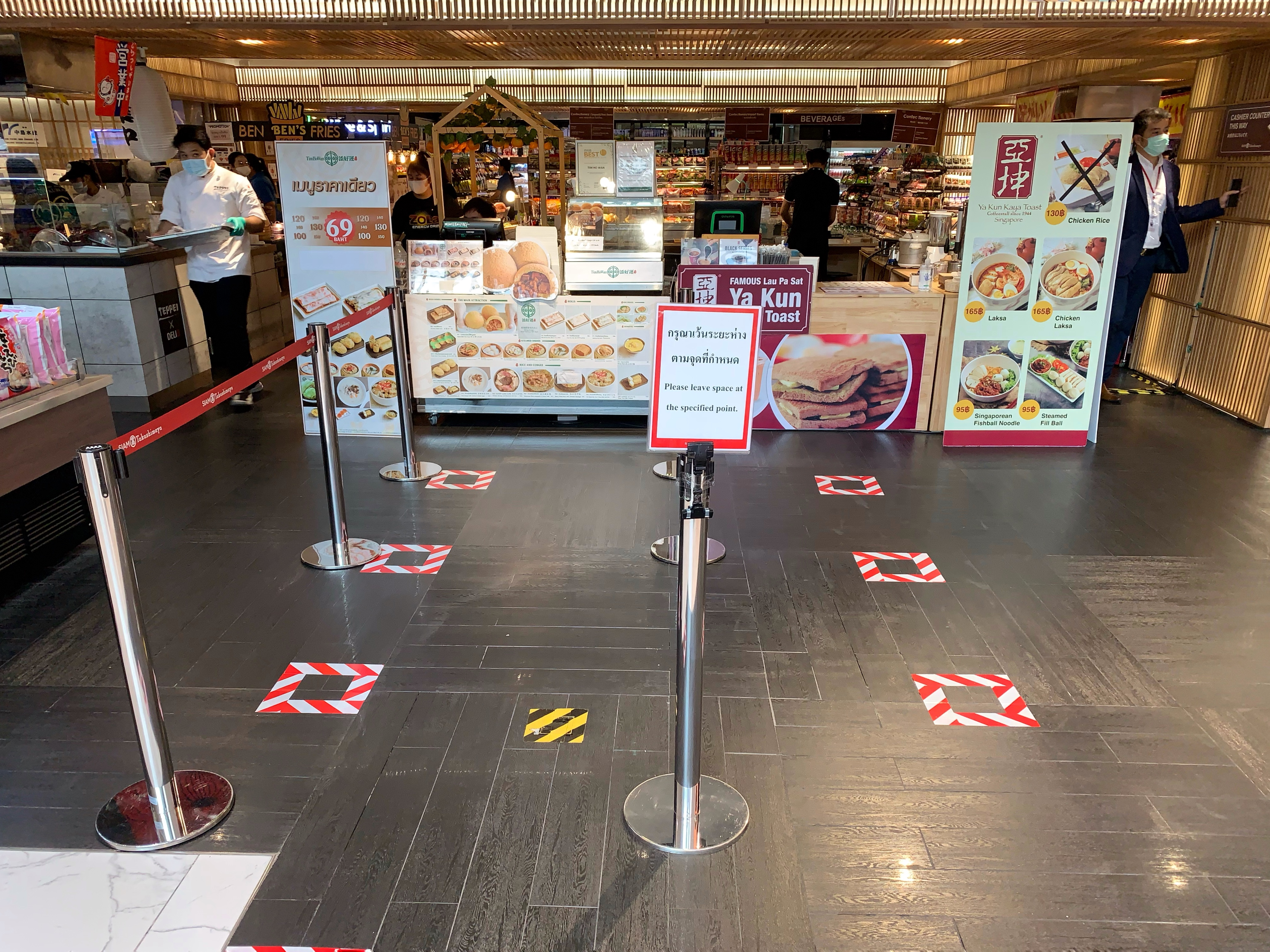
Маркери черги в торговому центрі в Бангкоку як практика соціального дистанціювання

Нефармацевтичні втручання, такі як миття рук, соціальне дистанціювання, ізоляція та дезінфекція  зменшують щоденні зараження, отже, згладжують криву епідемії. Успішно згладжена крива розподіляє потреби в охороні здоров’я з часом та пік госпіталізацій за лінією можливостей охорони здоров’я.  У лікарнях медичний персонал повинен використовувати належне захисне обладнання та процедури, а також відокремлювати заражених пацієнтів та працівників від інших груп населення, щоб уникнути внутрішньолікарняного поширення. 

## Підняття межі
Поряд із зусиллями, щоб згладити криву, необхідна паралельна спроба «підняти межу», збільшити потужність системи охорони здоров’я.  Потенціал охорони здоров’я можна підвищити, піднявши обладнання, персонал, надавши телемедицину, домашній догляд та медичну освіту для населення.  Підняття межі має на меті забезпечити адекватне медичне обладнання та матеріали для більшої кількості пацієнтів. 

## Під час пандемії COVID-19

Імітації, що порівнюють швидкість поширення інфекції та кількість смертей через перевищення лікарняних можливостей, коли соціальні взаємодії є "нормальними" (ліворуч, 200 людей вільно пересуваються) і "дистанційовано" (праворуч, 25 людей вільно пересуваються).
Зелений = Здорові, неінфіковані особи
Червоний = Заражені особини
Синій = Одужала особа
Чорний = Мертві особини

Концепція була популярною в перші місяці пандемії COVID-19. 
За словами Vox Media, для того, щоб відійти від соціального дистанціювання і повернутися до норми, потрібно згладити криву шляхом ізоляції та масових випробувань та підняти лінію.  Vox заохочує нарощувати можливості охорони здоров’я, включаючи масові випробування, програмне забезпечення та інфраструктуру для відстеження та карантину інфікованих людей, а також збільшення масштабів турботи для населення, в тому числі шляхом усунення нестачі засобів індивідуального захисту та масок для обличчя. 
На думку The Nation, території зі слабкими фінансами та можливостями охорони здоров'я, такі як Пуерто-Рико, стикаються з важкою битвою за підняття межі, а отже, і вищим імперативним тиском, щоб згладити криву. 
У березні 2020 року професор економіки та права університету Каліфорнії (Берклі) Аарон Едлін прокоментував, що постійні масштабні зусилля, спрямовані на згладжування кривої, підтриманої екстреним пакетом у трильйони доларів, повинні відповідати рівним зусиллям для підняття межі та збільшення можливостей охорони здоров'я.  Едлін закликав активувати Закон про оборонне виробництво, щоб замовити виробничі компанії виробляти необхідні дезінфікуючі засоби, засоби індивідуального захисту, вентилятори та встановити сотні тисяч лікарняних ліжок.  Застосовуючи оцінки в березні 2020 року, Едлін закликав побудувати 100-300 невідкладних лікарень, щоб зіткнутися з тим, що він назвав "найбільшою катастрофою в галузі здоров'я за останні 100 років", та адаптувати законодавство про охорону здоров'я, запобігаючи надзвичайним практикам, необхідним під час пандемій.  Едлін зазначив, що запропонований пакет стимулів орієнтований на фінансову паніку, не забезпечуює при цьому достатнього фінансування для вирішення основної проблеми пандемії: можливостей охорони здоров'я. 

## Дивитися також
- Базове репродукційне число (R0)
- Карантин